# 次矮星
次矮星，有時標示為sd，是淤積斯光譜分類系統中光度屬於VI的恆星，它們是絕對星等的光度比主序星低1.5至2等，但光譜型態相同的恆星。在赫羅圖上，次矮星的位置在主序帶的下方。
次矮星這個名詞是古柏在1939年創造的，是用來標示之前被稱為“中繼白矮星”，卻有著異常光譜的恆星。

## 冷的次矮星
像正常的主序恆星一樣，冷的次矮星（光譜類型從G至M）以氫的融合產生能量，它們的低光度是以它們的低金屬量來解釋：這些恆星缺乏比氦重的元素，較低的金屬量降低了外層的不透明度，和使輻射壓減低，結果是質量相同的恆星變得較小和較熱。
這種較低的不透明度也使得相同光譜類型的恆星輻射出紫外線的百分比較第一星族星高，成為紫外線超出的恆星。通常銀河系暈的成員，它們相對於太陽經常有較高的空間相對速度。尚未發現有行星環繞著次矮星公轉。
冷的次矮星還有次分類如下：
- 冷次矮星：例如SSSPM J1930-4311 (sdM7)
- 極端次矮星：例如APMPM J0559-2903 (esdM7)

## 熱的次矮星
熱的次矮星，光譜類型為O和B，也稱為極端水平分支星，是和冷的次矮星完全不同的類別的天體。這些恆星代表一些恆星發展的晚期階段，起因於在核心開始融合氦之前，紅巨星已經失去它外面的氫層。雖然還不清楚這些過早失去的質量發生的原因，但是在聯星系統內的交互作用被認為是主要的機制之一。單獨的次矮星被認為是兩顆白矮星合併的結果。比白矮星明亮許多的B型次矮星，分布在老的恆星系統中，像是球狀星團和橢圓星系，是主要成員的元素.。

## 值得一提的次矮星
- 卡普坦星
- 葛羅姆布里吉1830
- 閣道四(仙后座μ)
- 2MASS J05325346+8246465，可能是暈棕矮星和第一顆次恆星的次矮星[6]。
- SSSPM J1549-3544